# 신성한 왕

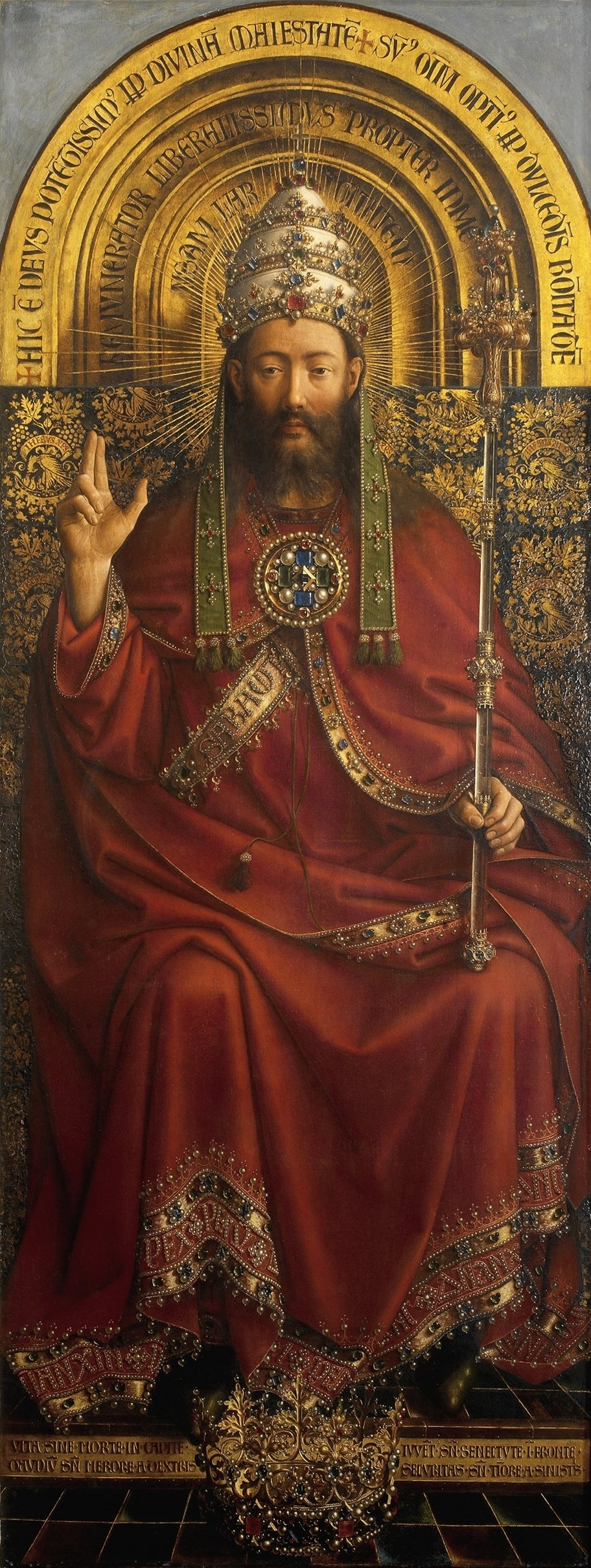
겐트 제단화(1432)에 있는 그리스도의 그림.

수많은 역사적 사회에서 왕권의 지위는 신성한 의미, 즉 대신관 및 법관의 지위와 동일하다. 신성한 왕은 신정의 개념과 관련되어 있지만 반드시 그의 종교적 권위를 통해 통치할 필요는 없다. 오히려 세속적 지위는 종교적 의미를 갖는다.

## 역사
제임스 조지 프레이저는 그의 저서 황금가지(1890-1915)에서 신성한 왕의 개념을 사용했으며, 제목은 렉스 네모렌시스의 신화를 나타낸다. 프레이저는 아래에 인용된 수많은 예를 제시하며 신화와 의식 학교에 영감을 주었다. 그러나 " 신화와 의식, 또는 신화 의식주의 이론"은 논쟁의 여지가 있다. 많은 학자들은 이제 신화와 의례가 공통의 패러다임을 공유하지만, 하나가 다른 것에서 발전했다고 생각하지 않는다.
프레이저에 따르면 이 개념은 원시 종교에 뿌리를 두고 있으며, 사하라 사막 이남의 아프리카에서 자와섬까지 전세계적으로 발생하고 있다. 샤먼 왕은 비를 내리게 하고 다산과 행운을 보장하는 것으로 여겨진다. 왕은 또한 그의 백성을 위해 고통을 겪고 속죄하도록 지정될 수 있다. 즉, 성례전의 왕은 인신공양으로 예정된 희생자가 될 수 있으며, 임기가 끝날 때 죽거나 위기의 시기에 희생될 수 있다.(예: 도말데 블로트).
아샨티에서는 새로 선출된 아샨티헤네(왕)이 즉위하기 전에 채찍질을 가했다.
근동의 청동기 시대부터 군주의 즉위와 기름 부음은 세속적 왕권에서 분리된 "메시아" 또는 "그리스도"라는 칭호에 반영된 중심 종교 의식으로, 아카드 제국의 사르곤은 자신을 "이슈타르의 대리자"로 표현했으며, 오늘날 교황은 자신을 그리스도의 대리자로 표현하고 있다.
왕은 초기부터 양치기로 호칭이 지정되었다. 예를 들어 기원전 3천년에 루갈반다와 같은 수메르 통치자에게 적용된 용어이다. 목자의 이미지는 리더십과 식량 공급과 보호, 우월의 책임이라는 주제를 결합한다.
신성한 왕은 백성과 신 사이의 중재자로서 특별한 지혜(예: 솔로몬 또는 길가메시) 또는 비전을 지닌다.

## 연구
개념에 대한 연구는 프레이저의 황금가지에서 소개되었다. 신성한 왕권은 율리우스 에볼라와 신이교주의의 일부 흐름과 같이 낭만주의와 밀교에서 중요한 역할을 한다. 범바빌로니아주의 학파는 고대 바빌로니아의 신성한 왕권 숭배에서 히브리어 성경에 기술된 종교의 대부분을 파생시켰다.
소위 영국과 스칸디나비아의 숭배-역사 학파는 왕이 신을 의인화하고 국가 또는 부족 종교의 중심에 서 있다고 주장했다. 영국의 "신화 및 제의학파"는 인류학과 민속학에 중점을 둔 반면 스칸디나비아의 "웁살라 학파"는 기호학 연구를 강조했다.

### 프레이저의 해석
프레이저가 저술한 황금가지에 따르면, 신성한 왕은 주기적으로 재연되는 다산 의식에서 태양신을 대표하는 왕이었다. 프레이저는 대체 왕의 개념을 파악하고 여신의 배우자가 매년 교체된다는 보편적이고 범유럽적이며 실제로 세계적인 다산 신화에 대한 자신의 이론의 종석으로 삼았다. 프레이저에 따르면 신성한 왕은 초목의 정신을 나타낸다.  그는 봄에 태어나 여름 동안 통치하고 추수 때 의식적으로 죽었다가 동지 때 다시 태어나 다시 통치를 하였다. 따라서 초목의 정신은 " 죽음과 재생의 신 "이었다. 오시리스(Osiris), 디오니소스(Dionysus), 아티스(Dionysus) 등 그리스 신화와 고전 시대의 친숙한 인물들이 이 틀로 재해석되었다. 죽어가는 초목의 정신의 인간 화신인 신성한 왕은 원래 한동안 통치하도록 선택된 개인이었지만 그의 운명은 희생으로 고통을 받고 땅에 다시 바쳐져서 새로운 왕이 그를 대신하여 한동안 통치할 수 있었다.
특히 프레이저의 20세기 초 전성기 동안 유럽에서는 전통 정기시, 메이폴, 모리스 춤 과 같은 민속 예술에서 " 이교 생존"을 찾는 아마추어의 선대제수공업을 시작했으며, DH 로렌스, 제임스 조이스, 에즈라 파운드, TS 엘리엇의 황무지 등 문학계에도 널리 영향을 미쳤다.
로버트 그레이브스는 그리스 신화에서 프레이저의 작업을 사용하여 하얀 여신에서 자신의 개인 신화의 기초 중 하나로 만들었으며 가상의 천지창조의 7일에서는 희생적인 신성한 왕의 제도가 부활하는 미래를 묘사했다. "이교 생존"으로서의 주술의 주요 이론가인 마가렛 머레이는 프레이저의 작업을 사용하여 프레이저 신화의 중심에 서 있던 인신공양을 근거로 왕으로 죽은 많은 잉글랜드 국왕, 특히 윌리엄 2세가 밀교도와 마녀라는 주장을 내세웠다.

## 예시
- 차크라바르틴 - 인도계 종교에서의 신성한 왕
- 데바라자 - 동남아시아의 신성한 왕 숭배.[7]
- 쿠닝가즈
- 신성 로마 황제
- 황제 숭배
- 천황
- 켄데 - 9세기 마자르족의 신성한 왕[8]
- 루바 국왕
- 교황
- 파라오
- 아르콘 바실레우스
- 로마의 왕
  - 렉스 사크로룸
  - 폰티펙스 막시무스 - 교황이 물려받은 칭호
  - 로물루스
  - 아우구스투스
- 천자
- 샤
- 스파르타의 왕 - 헤라클레스의 후손 주장
- 태국 국왕
- 이교 시대의 스칸디나비아 반도와 앵글로색슨 7왕국의 왕 - 오딘의 후손 주장

중세로 돌입하며 신성한 왕권의 개념은 신의 은총에 의해 세워진 왕의 개념으로 장려되었다. 아래는 그 예시이다.
- 카페 왕조
- 왕실의 손길 - 영국과 프랑스의 왕에 기인한 초자연적 힘
- 세르비아의 네만지치 왕조[9][10]
- 헝가리 아르파드 왕조 (중세에는 "성왕의 왕조"로 알려짐)
- 중세와 후기에 여러 유럽 국가에 존재했던 주교후 .

## 같이 보기
- 신격화

## 참고 문헌
- Ronald Hutton, The Pagan Religions of the Ancient British Isles, (Blackwell, 1993): ISBN 0-631-18946-7
- William Smith, D.C.L., LL.D., A Dictionary of Greek and Roman Antiquities, (London, 1875)
- J.F. del Giorgio, The Oldest Europeans, (A.J. Place, 2006)
- Claus Westermann, Encyclopædia Britannica, s.v. sacred kingship.
- James George Frazer, The Golden Bough, 3rd ed., 12 vol. (1911–15, reprinted 1990)
- A.M. Hocart, Kingship (1927, reprint 1969)
- G. van der Leeuw, Religion in Essence and Manifestation (1933, English 1938, 1986)
- Geo Widengren, Religionsphänomenologie (1969), pp. 360–393.
- Lily Ross Taylor, The Divinity of the Roman Emperor (1931, reprint 1981).
- David Cannadine and Simon Price (eds.), Rituals of Royalty: Power and Ceremonial in Traditional Societies (1987).
- Henri Frankfort, Kingship and the Gods (1948, 1978).
- Colin Morris, The Papal Monarchy: The Western Church from 1050 to 1250 (1989),
- J.H. Burns, Lordship, Kingship, and Empire: The Idea of Monarchy, 1400–1525 (1992).
- S.H. Hooke (ed.),The Labyrinth: Further Studies in the Relation Between Myth and Ritual in the Ancient World (1935).
- S.H. Hooke (ed.), Myth, Ritual, and Kingship: Essays on the Theory and Practice of Kingship in the Ancient Near East and in Israel (1958).
- Geo Widengren, Sakrales Königtum im Alten Testament und im Judentum (1955).
- Ivan Engnell, Studies in Divine Kingship in the Ancient Near East, 2nd ed. (1967)
- Aage Bentzen, King and Messiah, 2nd ed. (1948; English 1970).